# Lucrezia d'Alagno
Lucrezia d’Alagno (ca. 1430 – 23 september 1479) was de maîtresse van koning Alfons V van Aragón.
De adellijke Lucrezia was de dochter van Nicolaas d’Alagno en Covella Toraldo. Haar vader was heer van Torre Annunziata. De toen 52-jarige koning Alfons werd in 1448 stapelverliefd op de 18-jarige Lucrezia. Zij en haar familie gingen er sinds 1448 enorm op vooruit: de koning schonk hun grond, titels en andere rijkdommen. 
De koning was zo verliefd op Lucrezia dat hij een annulering van zijn kinderloze huwelijk met Maria van Castilië, dochter van koning Hendrik III van Castilië, aanvroeg. Paus Calixtus III weigerde echter hieraan mee te werken. Desondanks was Lucrezia de eigenlijke koningin van Napels. Daar was zij de muze van verschillende geleerden en dichters. Ondertussen hoopte de koning en Lucrezia op de dood van koningin Maria. De koning stierf echter zelf in 1458. Lucrezia stierf arm en vergeten in 1479.
Het beeld Madama Lucrezia zou volgens de verhalen naar haar vernoemd zijn.